# چراغچی (ازبکستان)
چراغچی (ازبکی: Chiroqchi, روسی: Чиракчи) یک شهرک در ازبکستان است که در ناحیه چراغچی واقع شده‌است. چراغچی ۲۰٬۲۹۰ نفر جمعیت دارد.